# De Distel
Pour les articles homonymes, voir De Distel (homonymie).
De Distel (Le Chardon) est un cercle artistique et littéraire bruxellois, fondé en 1881 pour rassembler auteurs et artistes belges d'expression néerlandaise.

## Bref historique
Le cercle artistique bruxellois De Distel fut d'abord fondé, le 14 mai 1881, comme fonds littéraire et, dans le but de réaliser l'extension éventuelle de ce fonds, devint, selon le règlement du 3 décembre 1881, une association sous le nom De Distel, « société littéraire ».
Comme il fallait à Bruxelles une association regroupant tous les artistes néerlandophones, tant les littérateurs que les pratiquants des arts plastiques, et bien qu'il y existât déjà des sociétés artistiques francophones qui comptaient également des artistes néerlandophones parmi leurs rangs, cette société littéraire fut élargie, le 5 janvier 1884, de façon qu'elle devint une société artistique, opérant sous la devise Stekelig, niet hekelig (« Épineux, non venimeux »).
Les fondateurs, présents à la réunion inaugurale du 3 décembre 1881, dont certains étaient également membres d'une société libérale à Bruxelles, De Veldbloem (La Fleur des champs), étaient les suivants : Ch.-A. Beving, l'écrivain J.-M. Brans, J. de Bast, L. Buyst, V. Heymans, le fondateur J.-B. Janmoulle, L. Leefson, J. Naten, J. Slachmuylders, E. Spilliaert, P. Stijns, R. Stijns, I. Teirlinck, E.-H. T'Sjoen et L. van Parijs.
La plupart des sessions n'étaient pas seulement consacrées à la lecture d'une de leurs propres œuvres ou de celles d'autres, mais aussi à l'analyse et à la discussion de l'œuvre récitée.  Le groupe ne ressemblait en rien à une chambre de rhétorique traditionnelle, à un cercle d'amis ou à un club ; au contraire : c'était une société de débats où la libre expression d'un propre jugement critique était acceptée.  À cette époque, un réveil spirituel semblable commença à se manifester dans les milieux intellectuels francophones à Bruxelles : ceux de La Jeune Belgique (1881). L'Art Moderne (1881), La Société Nouvelle (1884), L'Élan littéraire (1884), La Wallonie (1885) et d'autres.
De Distel annonce l'esprit typique cosmopolite et métropolitaine de Van Nu en Straks (De maintenant et de tout à l'heure).  D'ailleurs, le rôle joué par De Distel, en tant qu'organisation transitoire ne disposant pas d'un bulletin, était terminé vers 1893, après la fondation de Van Nu en Straks, sinon vers 1900, date après laquelle les données fournies sur la société par les documents d'archives et les notules deviennent rares.

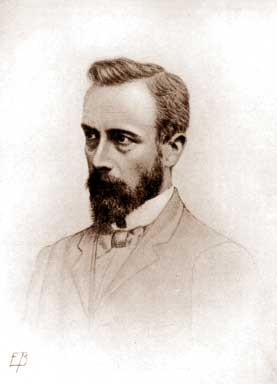
Prosper van Langendonck (1862-1920), introduit à la société en 1882.

Le Distel se serait réuni 818 fois entre 1883 et 1900.  Prosper van Langendonck, introduit à la société en 1882, aurait assisté à 356 réunions ; il récita 82 fois, dont 61 fois ses propres œuvres, et il participa aux discussions de 78 réunions.  Ces discussions conduisaient souvent à des règlements de compte virulents, où la lutte entre l'ancien et le nouveau, la tradition et la modernité, n'était jamais absente.  Le 9 mai 1885, il lut, pour la première fois au sein de la société, des vers d'Hélène Swarth, marquant ainsi son intérêt pour ce genre de poésie décadente.  Le 26 mars 1887, Van Langendonck discuta de l'arrivée éventuelle de Pol de Mont au sein de la société De Distel ; plus tard, il donnera des comptes rendus de lectures sur De Mont et récita, le 10 décembre 1887, une dizaine de poèmes du recueil Fladderende Vlinders (Papillons volants) de ce dernier, pourvus de son commentaire.  De cette façon, il présenta une direction différente : celle de l'impressionnisme esthétisant de la poésie des Pays-Bas méridionaux de son époque, sans distinction de tendance et sans orientation formelle.  À partir de 1889, Van Langendonck introduisit la littérature des Tachtigers (Jacques Perk, Willem Kloos) dans la société.  Une fois de plus, l'intérêt porté à la littérature des Pays-Bas septentrionaux est confirmé par sa participation à une discussion sur Extase de Louis Couperus, le 17 septembre 1892.  À partir de 1889, encore avant la fondation de Van Nu en Straks, il introduisit de futurs auteurs de cette revue (August Vermeylen, Alfred Hegenscheidt) dans le cadre de récitations ou de discussions.
Le 27 avril 1895, Hyppoliet Meert, invité comme conférencier au Distel, aborda le sujet de l'ampleur de la langue néerlandaise.  À cette conférence fut décidée, encore la même soirée, de procéder à la fondation d'une Union générale néerlandaise (Algemeen Nederlandsch Verbond), à laquelle un certain nombre de gens de tous les coins du monde néerlandophone avaient déjà déclaré - dans le registre - vouloir s'affilier .
Selon Karel van de Woestijne, De Distel était « une association d'enquêteurs de police et d'épiciers, d'enseignants et d'assureurs, de commis de la ville et, ici et là, un galopin récalcitrant, tous des rhétoriciens aimant la vie et la bonne chère, […] auxquels on ne peut toutefois pas dénier l'amour ardent qu'ils portaient à leur langue maternelle, ainsi qu'une manie mutuelle de la chicane, qui put devenir, chez certains, l'intelligence suprême ».

## Sources
- (nl) FREDERICQ, Paul.  Schets eener geschiedenis der Vlaamsche Beweging (trois volumes), Gand, J. Vuylsteke, 1906-1909, p. 163.
- (nl) VAN DE WOESTIJNE, Karel.  Verzameld journalistiek werk. Deel 12. Nieuwe Rotterdamsche Courant, décembre 1922 - juillet 1924 (éd. Ada Deprez), Gand, Cultureel Documentatiecentrum, 1993, p. 38.
- (nl) WEISGERBER, Jean, et Mathieu RUTTEN (réd.).  Van Arm Vlaanderen tot De voorstad groeit. De opbloei van de Vlaamse literatuur van Teirlinck-Stijns tot L.P. Boon (1888-1946), Anvers, Standaard Uitgeverij, 1988, p. 30-39.